# Eugen Fink
Eugen Fink (Constança, 1905 - Friburg de Brisgòvia, 1975) va ser un filòsof alemany. El seu pare va ser un alt funcionari. Va ser assistent de Husserl.
Se situa en una posició intermèdia, que fa de pont entre Edmund Husserl i Martin Heidegger. La seva aproximació al problema de l'ésser és com la d'una manifestació del moviment còsmic, en el qual l'ésser humà mateix és part. Als problemes filosòfics, Fink els va anomenar preqüestions, cosa que conduiria a una veritable filosofia mitjançant una "pràctica ontològica".

## Obres
- Vom Wesen des Enthusiasmus, Freiburg, 1947
- Nachdenkliches zur ontologischen Frühgeschichte von Raum - Zeit -Bewegung, Den Haag, 1957
- Alles und Nichts, Den Haag, 1959
- Spiel als Weltsymbol, Stuttgart, 1960
- Nietzsches Philosophie, Stuttgart, 1960
- Metaphysik und Tod, Stuttgart, 1969
- Heraklit. Seminar mit Martin Heidegger, Frankfurt/Main 1970, Heráclito, Ariel, Barcelona, 1986
- Erziehungswissenschaft und Lebenslehre, Freiburg, 1970
- Sein und Mensch. Vom Wesen der ontologischen Erfahrung, Freiburg, 1977
- Grundfragen der systematischen Pädagogik, Freiburg, 1978
- Grundphänomene des menschlichen Daseins, Freiburg, 1979
- Grundfragen der antiken Philosophie, Würzburg, 1985
- Welt und Endlichkeit, Würzburg, 1990
- Hegel, Frankfurt, 2006